# アナクシマンドロス

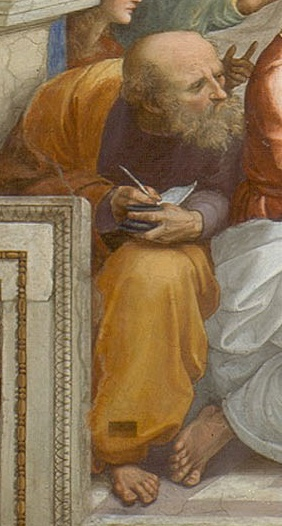

アナクシマンドロス（古代ギリシャ語: Ἀναξίμανδρος, ラテン文字転写: Anaximandros; 紀元前610年頃 - 紀元前546年）は、古代ギリシアの哲学者。

## 生涯と業績
アナクシマンドロスは、プラクシアデスを父とするミレトスの人で、哲学者。タレス、アナクシメネスと共にミレトス学派（イオニア学派）の代表とされる。タレスの縁者であり、彼の弟子にして後継者であった。自然哲学について考察し、アルケーを「無限なるもの」（ト・アペイロン）とした（後述#ト・アペイロン）。はじめて日時計を使って、夏至・冬至と、春分・秋分を識別したとされる。スパルタで地震が起こることを予言し、実際に地震が起きた、というエピソードも伝わる。ギリシア世界で、人が住まっている全地域を地図に描くことを、はじめてなし遂げた。
主要著作に、『自然について』、『大地周航記』、『彷徨わぬ者たち（恒星）について』、『天球論』などがあったとされるが、いずれも現在に伝わっていない。

## 学説

### ト・アペイロン
存在するものの元のもの（始源・アルケー）が「無限なるもの」（ト・アペイロン, τὸ  ἄπειρον）であることを論じた。著作断片には以下のように記されている。
アナクシマンドロスによれば、始源たる無限なるものは単一であり運動するものである。無限なるものから存在する諸事物は生成され、存在する諸事物は無限なるものへと消滅する。ここでの生成消滅は、対立相反しあうものが永遠の動をつづけながら分離することによるのであり、この円環運動は無限の劫初から行われている。そして人間の営みも存在するものの中に含め、生成消滅を罰と償いで説明しようとした。

### 宇宙論
アナクシマンドロスの宇宙論も同様な枠組みのもとで展開される。宇宙の生成を遠心分離運動と捉え、あらゆるものが無限に廻り、星や大地もその過程で生成されたとした。
彼の宇宙論には、始まりという概念がなく、万物は無限から生じ常に生成され続ける、という特徴を持っている。まず、永遠なるものから無限の運動の過程で、熱いもの・冷たいものとを生み出すものが分離した。あらゆる天体は熱いものから分離し、空気に閉じ込められた火の環である。円柱状の大地を取り巻く火の環には筒状の噴出孔があり、そこから見えるものが天体の姿である。日蝕や月蝕は、その孔が塞がることで起こる。月の満ち欠けも同様である。大地での自然現象としては、大地が形成された原初の湿った状態が海であり、風は、極めて軽い蒸気が空気から分離することで生じるか、あるいは、蒸気が凝縮するときに動くことで生じる。雷は、風が雲を引き裂くことで生じ、雨は、大地から蒸発したものが上昇することで起こる。干ばつや雨によって大地に亀裂が広がると、そこに空気が大量に侵入し、その激しい風により大地が震動し、地震が起こる。生物は湿ったものの中から太陽の蒸発作用によって発生する。人間は、魚に似た動物から発生した。その魚の中で成長するまで養育され、じきに分裂し、男女として分かれ生きられるようになった。そしてその時初めて陸に上がったとされる。
現代物理学者であるロヴェッリの評によれば、アナクシマンドロスは「地球」が空に浮いており地球の下側にも空が広がっていること、動物や植物は環境の変化に対応して進化することなど、現代人に共有されている世界を理解するために必要な基本原理を築きあげたと考えられている。

## 後世への影響
ハイデッガーによると、ソクラテス以前の自然哲学（イオニア学派）についての通説的理解は、哲学の未熟な表現とするものが広く見られるが、そうした通説的理解には現代的人間の先入観が混入していると指摘する。ここで言う自然についての概念は、現代では製作（ポイエーシス）として理解されるが、本来は存在そのものとして理解せねばならない。製作とは、人間が自然に手を加えることであり、この自然は、存在と存在者の対比における存在者に区分される。しかし元来、自然とは、存在そのものであり、製作ではなく生成として捉えなければならない、とハイデガーは考える。
ハイデガーは、西洋形而上学が誕生する以前の根源的哲学者として、アナクシマンドロスを評価している。そのことは、『形而上学入門』（1953）および『ヒューマニズムについて』（1947）から窺い知ることができる。『形而上学入門』では、ギリシャ語における自然は、元来、生成や誕生を意味し、自然そのものを存在として捉えていたが、キリスト教の伝統以降で、神による創造／被創造という製作の観点から語られるようになった、と主張される。『ヒューマニズムについて』では、自然を製作する技術とは、本来の自然の故郷喪失であり、こうした現代において、自然＝生成という概念を復興させることによって、ヒューマニズム（人間中心主義）を覆すことが試みられた。